# Kategoria Superiore
De Kategoria Superiore (Superliga) is de hoogste voetbalcompetitie in Albanië.
In 1930 ging de Kategoria e Parë (Eerste divisie) van start in Albanië met zes deelnemende clubs (SK Tirana, Skënderbeu Korçë, Bashkimi Shkodër, KS Teuta Durrës, Urani Elbasan en SK Vlorë). In het seizoen 1998/99 werd de Kategoria Superiore opgericht en de Kategoria e Parë werd nu het tweede niveau. Zestien clubs gingen er in van start, en na wisselende aantallen per seizoen, spelen er nu tien clubs in de hoogste divisie.
Tien clubs, voorgenoemde zes clubs (onder genoemde of gewijzigde naam) en Dinamo Tirana, Partizan Tirana, KF Kukësi en KS Egnatia werden een of meerdere keren kampioen, inclusief KF Tirana als SK Tirana en 17 Nëntori Tirana en KS Elbasani als Labinoti Elbasan.

## Europese bekertoernooien
Zoals de Albanese voetbalbond er nu voor staat op de UEFA-coëfficiëntenranglijst, plaatst de kampioen zich voor de voorronden van de UEFA Champions League. De nummers twee en drie plaatsen zich, samen met de bekerwinnaar, voor de kwalificatieronden van de UEFA Europa Conference League.

## Degradatieregeling
Aan het eind van het seizoen degraderen de nummers negen en tien van de ranglijst direct naar de Kategoria e Parë. De nummer 8 van de ranglijst speelt een play-off om promotie/degradatie.

## Historisch overzicht
N.B. Tussen haakjes het aantal behaalde landstitels.
| Seizoen             | Landskampioen           | Duels            | Goals            | Gem.             |
| Kategoria e Parë    | Kategoria e Parë        | Kategoria e Parë | Kategoria e Parë | Kategoria e Parë |
| ------------------- | ----------------------- | ---------------- | ---------------- | ---------------- |
| 1930                | SK Tirana (1)           | 30               | 76               | 2.533            |
| 1931                | SK Tirana (2)           | 20               | 58               | 2.900            |
| 1932                | SK Tirana (3)           | 20               | 87               | 4.350            |
| 1933                | Skënderbeu Korçë (1)    | 20               | 63               | 3.150            |
| 1934                | SK Tirana (4)           | 42               | 154              | 3.667            |
|                     |                         |                  |                  |                  |
| 1936                | SK Tirana (5)           | 55               | 165              | 3.000            |
| 1937                | SK Tirana (6)           | 90               | 308              | 3.422            |
|                     |                         |                  |                  |                  |
| 1945                | Vllaznia Shkodër (1)    | 62               | 210              | 3.387            |
| 1946                | Vllaznia Shkodër (2)    | 62               | 182              | 2.935            |
| 1947                | Partizan Tirana (1)     | 72               | 298              | 4.139            |
| 1948                | Partizan Tirana (2)     | 84               | 322              | 3.833            |
| 1949                | Partizan Tirana (3)     | 72               | 262              | 3.639            |
| 1950                | Dinamo Tirana (1)       | 96               | 381              | 3.969            |
| 1951                | Dinamo Tirana (2)       | 182              | 668              | 3.670            |
| 1952                | Dinamo Tirana (3)       | 144              | 502              | 3.486            |
| 1953                | Dinamo Tirana (4)       | 90               | 259              | 2.878            |
| 1954                | Partizan Tirana (4)     | 132              | 397              | 3.008            |
| 1955                | Dinamo Tirana (5)       | 240              | 632              | 2.633            |
| 1956                | Dinamo Tirana (6)       | 72               | 193              | 2.681            |
| 1957                | Partizan Tirana (5)     | 73               | 171              | 2.342            |
| 1958                | Partizan Tirana (6)     | 72               | 132              | 1.833            |
| 1959                | Partizan Tirana (7)     | 72               | 138              | 1.917            |
| 1960                | Dinamo Tirana (7)       | 90               | 219              | 2.433            |
| 1961                | Partizan Tirana (8)     | 92               | 243              | 2.641            |
| 1962–1963           | Partizan Tirana (9)     | 132              | 362              | 2.742            |
| 1963–1964           | Partizan Tirana (10)    | 132              | 346              | 2.621            |
| 1964–1965           | 17 Nëntori Tirana (7)   | 132              | 307              | 2.326            |
| 1965–1966           | 17 Nëntori Tirana (8)   | 133              | 316              | 2.376            |
| 1966–1967           | Dinamo Tirana (8)       | 125              | 304              | 2.432            |
| 1968                | 17 Nëntori Tirana (9)   | 182              | 488              | 2.681            |
| 1969–1970           | 17 Nëntori Tirana (10)  | 182              | 407              | 2.236            |
| 1970–1971           | Partizan Tirana (11)    | 182              | 381              | 2.093            |
| 1971–1972           | Vllaznia Shkodër (3)    | 182              | 412              | 2.264            |
| 1972–1973           | Dinamo Tirana (9)       | 182              | 366              | 2.011            |
| 1973–1974           | Vllaznia Shkodër (4)    | 182              | 305              | 1.676            |
| 1974–1975           | Dinamo Tirana (10)      | 182              | 380              | 2.088            |
| 1975–1976           | Dinamo Tirana (11)      | 132              | 260              | 1.970            |
| 1976–1977           | Dinamo Tirana (12)      | 192              | 361              | 1.880            |
| 1977–1978           | Vllaznia Shkodër (5)    | 134              | 265              | 1.978            |
| 1978–1979           | Partizan Tirana (12)    | 182              | 388              | 2.132            |
| 1979–1980           | Dinamo Tirana (13)      | 182              | 427              | 2.346            |
| 1980–1981           | Partizan Tirana (13)    | 182              | 355              | 1.951            |
| 1981–1982           | 17 Nëntori Tirana (11)  | 182              | 344              | 1.890            |
| 1982–1983           | Vllaznia Shkodër (6)    | 182              | 366              | 2.011            |
| 1983–1984           | Labinoti Elbasan (1)    | 182              | 328              | 1.802            |
| 1984–1985           | 17 Nëntori Tirana (12)  | 182              | 364              | 2.000            |
| 1985–1986           | Dinamo Tirana (14)      | 182              | 459              | 2.522            |
| 1986–1987           | Partizan Tirana (14)    | 182              | 393              | 2.159            |
| 1987–1988           | 17 Nëntori Tirana (13)  | 242              | 545              | 2.252            |
| 1988–1989           | 17 Nëntori Tirana (14)  | 192              | 438              | 2.281            |
| 1989–1990           | Dinamo Tirana (15)      | 198              | 446              | 2.253            |
| 1990–1991           | KS Flamurtari Vlorë (1) | 273              | 650              | 2.381            |
| 1991–1992           | Vllaznia Shkodër (7)    | 240              | 535              | 2.229            |
| 1992–1993           | Partizan Tirana (15)    | 240              | 545              | 2.271            |
| 1993–1994           | KS Teuta Durrës (1)     | 182              | 388              | 2.132            |
| 1994–1995           | SK Tirana (15)          | 240              | 525              | 2.188            |
| 1995–1996           | SK Tirana (16)          | 304              | 679              | 2.234            |
| 1996–1997           | SK Tirana (17)          | 191              | 437              | 2.288            |
| 1997–1998           | Vllaznia Shkodër (8)    | 305              | 781              | 2.561            |
| Kategoria Superiore |                         |                  |                  |                  |
| 1998–1999           | SK Tirana (18)          | 238              | 614              | 2.580            |
| 1999–2000           | SK Tirana (19)          | 182              | 406              | 2.231            |
| 2000–2001           | Vllaznia Shkodër (9)    | 181              | 475              | 2.624            |
| 2001–2002           | Dinamo Tirana (16)      | 182              | 465              | 2.555            |
| 2002–2003           | SK Tirana (20)          | 183              | 460              | 2.514            |
| 2003–2004           | SK Tirana (21)          | 180              | 543              | 3.017            |
| 2004–2005           | SK Tirana (22)          | 178              | 505              | 2.837            |
| 2005–2006           | Elbasani Elbasan (2)    | 179              | 411              | 2.296            |
| 2006–2007           | KF Tirana (23)          | 198              | 471              | 2.379            |
| 2007–2008           | Dinamo Tirana (17)      | 198              | 463              | 2.338            |
| 2008–2009           | KF Tirana (24)          | 198              | 463              | 2.338            |
| 2009–2010           | Dinamo Tirana (18)      | 195              | 442              | 2.267            |
| 2010–2011           | Skënderbeu Korçë (2)    | 196              | 512              | 2.612            |
| 2011–2012           | Skënderbeu Korçë (3)    | 182              | 461              | 2.533            |
| 2012–2013           | Skënderbeu Korçë (4)    | 182              | 433              | 2.379            |
| 2013–2014           | Skënderbeu Korçë (5)    | 188              | 423              | 2.250            |
| 2014–2015           | Skënderbeu Korçë (6)    | 180              | 376              | 2.089            |
| 2015–2016           | Skënderbeu Korçë (7)    | 180              | 394              | 2.189            |
| 2016–2017           | KF Kukësi (1)           | 180              | 340              | 1.889            |
| 2017–2018           | Skënderbeu Korçë (8)    | 180              | 458              | 2.544            |
| 2018–2019           | Partizan Tirana (16)    | 180              | 372              | 2.067            |
| 2019–2020           | KF Tirana (25)          | 180              | 454              | 2.522            |
| 2020–2021           | KS Teuta Durrës (2)     | 180              | 378              | 2.100            |
| 2021–2022           | KF Tirana (26)          | 180              | 408              | 2.267            |
| 2022–2023           | KF Partizani (17)       | 180              | 399              | 2,217            |
| 2023–2024           | KS Egnatia (1)          |                  |                  |                  |
| 2024–2025           | KS Egnatia (2)          |                  |                  |                  |

### Prestaties per club
| Club                                 | Plaats     | Titels | Seizoenen (1930–2025) |
| ------------------------------------ | ---------- | ------ | --- |
| KF Tirana (inclusief SK, 17 Nentori) | Tirana     | 26     | 1930, 1931, 1932, 1934, 1936, 1937, 1965, 1966, 1968, 1970, 1982, 1985, 1988, 1989, 1995, 1996, 1997, 1999, 2000, 2003, 2004, 2005, 2007, 2009, 2020, 2022 |
| Dinamo Tirana                        | Tirana     | 18     | 1950, 1951, 1952, 1953, 1955, 1956, 1960, 1967, 1973, 1975, 1976, 1977, 1980, 1986, 1990, 2002, 2008, 2010                                                 |
| Partizan Tirana                      | Tirana     | 17     | 1947, 1948, 1949, 1954, 1957, 1958, 1959, 1961, 1963, 1964, 1971, 1979, 1981, 1987, 1993, 2019, 2023                                                       |
| KS Vllaznia Shkodër                  | Shkodër    | 9      | 1945, 1946, 1972, 1974, 1978, 1983, 1992, 1998, 2001 |
| Skënderbeu Korçë                     | Korçë      | 8      | 1933, 2011, 2012, 2013, 2014, 2015, 2016, 2018 |
| KS Elbasani (inclusief Labinoti)     | Elbasan    | 2      | 1984, 2006 |
| KS Teuta Durrës                      | Durrës     | 2      | 1994, 2021 |
| KS Egnatia                           | Rrogozhinë | 2      | 2024, 2025 |
| KS Flamurtari Vlorë                  | Vlorë      | 1      | 1991 |
| KF Kukësi                            | Kukës      | 1      | 2017 |

## Eeuwige ranglijst
N.B. Clubs vet weergegeven spelen in het seizoen 2025/26 in de Kategoria Superiore.
| Club                         | Plaats      | /87 | Periode (1930-1934, 1936-1937, 1945-2026) |
| ---------------------------- | ----------- | --- | --- |
| KF Tirana                    | Tirana      | 86  | 1930-1934, 1936-1937, 1945-2017, 2018- |
| KS Teuta Durrës              | Durrës      | 85  | 1930-1934, 1936-1937, 1945-1958, 1960, 1962-                                                                                                  |
| KS Vllaznia Shkodër          | Shkodër     | 85  | 1930-1934, 1936-1937, 1945-1956, 1958-2018, 2019-                                                                                             |
| KS Flamurtari Vlorë          | Vlorë       | 77  | 1930-1931, 1934, 1936-1937, 1945-1948, 1950-2004, 2006-2020, 2025-                                                                            |
| Partizani Tirana             | Tirana      | 73  | 1947-2000, 2001-2009, 2013- |
| Skënderbeu Korçë             | Korçë       | 71  | 1930-1934, 1936-1937, 1945-1975, 1976-1978, 1979-1981, 1982-1985, 1986-1989, 1990-1992, 1995-2001, 2005-2006, 2007-2008, 2009-2022, 2023-2025 |
| FC Dinamo City               | Elbasan     | 65  | 1950-1995, 1996-2012, 2021-2022, 2023- |
| KS Elbasani                  | Elbasan     | 65  | 1930-1932, 1934, 1936-1937, 1945-1952, 1954-1955, 1959-2000, 2002-2009, 2010-2011, 2014-2015                                                  |
| KS Besa Kavajë               | Kavajë      | 64  | 1933-1934, 1936-1937, 1945-1946, 1948-1952, 1954-1977, 1978-1985, 1986-1999, 2000-2001, 2002-2004, 2005-2011, 2012-2014                       |
| KS Tomori Berat              | Berat       | 45  | 1931, 1937, 1945-1948, 1951-1952, 1955-1956, 1960-1968, 1970-1972, 1977-1988, 1989-1993, 1994-2002, 2011-2013                                 |
| KS Lushnja                   | Lushnjë     | 43  | 1948, 1952, 1961-1979, 1980-1981, 1982-1987, 1988-1989, 1990-1994, 1996-2006, 2008-2009, 2013-2014, 2017-2018                                 |
| Luftëtari Gjirokastër        | Gjirokastër | 42  | 1946-1948, 1951-1952, 1955, 1963-1964, 1966-1974, 1975-1988, 1989-1991, 1994-1998, 1999-2002, 2006-2007, 2012-2013, 2016-2020                 |
| Apolonia Fier                | Fier        | 37  | 1945-1946, 1948-1952, 1968-1971, 1972-1973, 1979-1980, 1985-2003, 2006-2007, 2008-2010, 2011-2013, 2014-2015, 2020-2021                       |
| KF Laçi                      | Laç         | 24  | 1991-1999, 2004-2005, 2009-2025 |
| Besëlidhja Lezhë             | Lezhë       | 23  | 1937, 1950, 1952, 1970-1971, 1972-1975, 1978-1979, 1980-1983, 1984-1986, 1987-1990, 1993-1996, 2000-2003, 2007-2008                           |
| Shkumbini Peqin              | Peqin       | 19  | 1994-2013 |
| Bylis Ballsh                 | Ballsh      | 18  | 1996-2003, 2008-2009, 2010-2014, 2015-2016, 2019-2021, 2022-2023, 2024-                                                                       |
| Naftëtari Qyteti Stalin      | Kuçovë      | 16  | 1946, 1948, 1951, 1969-1970, 1973-1976, 1978-1987                                                                                             |
| Kastrioti Krujë              | Krujë       | 15  | 1990-1993, 1995-1996, 2006-2008, 2009-2014, 2018-2019, 2020-2023                                                                              |
| KF Kukësi                    | Kukës       | 12  | 2012-2024 |
| KS Pogradeci                 | Pogradec    | 10  | 1936-1937, 1950, 1952-1953, 1964-1965, 1968, 1991-1993, 2011-2012                                                                             |
| Shkëndija Tirana             | Tirana      | 10  | 1971-1980, 1985-1986 |
| Erzeni Shijak                | Shijak      | 9   | 1946, 1948-1949, 1952 1965-1966, 2001-2003, 2022-2024                                                                                         |
| Albpetrol Patos              | Patos       | 7   | 1974-1975, 1992-1998 |
| KS Egnatia                   | Rrogozhinë  | 6   | 2004-2005, 2021- |
| Sopoti Librazhd              | Librazhd    | 5   | 1992-1994, 1995-1998 |
| KS Burelli                   | Burrel      | 4   | 1981-1982, 1983-1984, 1987-1988, 1998-1999 |
| Luftëtari Enver Hoxha Tirana | Tirana      | 4   | 1952-1955 |
| KS Kamza                     | Kamëz       | 3   | 2011-2012, 2017-2019 |
| Spartaku Tirana              | Tirana      | 3   | 1954-1955, 1957 |
| Dinamo Durrës                | Durrës      | 3   | 1953-1955 |
| AF Elbasani                  | Elbasan     | 2   | 2024- |
| Korabi Peshkopi              | Peshkopi    | 2   | 1962-1963, 2016-2017 |
| Tekstilisti Stalin Yzberish  | Tirana      | 2   | 1955, 1969-1970 |
| Spartaku Shkodër             | Shkodër     | 2   | 1951-1952 |
| Liria Korçë                  | Korçë       | 1   | 1945 |
| KS Selenicë                  | Selenicë    | 1   | 1991-1992 |
| Yilli Shkodër                | Shkodër     | 1   | 1945 |
| Studenti Tirana              | Tirana      | 1   | 1971-1972 |
| Spartaku Korçë               | Korçë       | 1   | 1952 |
| Dinamo Vlorë                 | Vlorë       | 1   | 1952 |
| Dinamo Shkodër               | Shkodër     | 1   | 1955 |
| 24 Maji Përmet               | Përmet      | 1   | 1981-1982 |
| KS Iliria                    | Fushë-Krujë | 1   | 1994-1995 |
| Gramozi Erseka               | Ersekë      | 1   | 2009-2010 |
| Tërbuni Pukë                 | Pukë        | 1   | 2015-2016 |
| KF Vora                      | Vorë        | 1   | 2025- |

## Kampioensteams (1930-2004)
- 1930 — SK Tirana

Rudolf Gurashi, Abdullah Shehri, Irfan Gjinali, Xhelal Kashari, Vasil Kajano, Gjon Sabati, Llazar Miha, Mark Gurashi, Bexhet Jolldashi, Shefqet Ndroqi, Isuf Dashi, Selman Stermasi, Adem Karapici, Hysen Kusi, Mustafa Begolli, Hilmi Kosova, Emil Hajnali en Rexhep Maci. Trainer-coach: Selman Stermasi.
- 1931 — SK Tirana

Rudolf Gurashi, Vasfi Samimi, Abdullah Sherri, Sabit Coku, Vasil Kajano, Bexhet Jolldashi, Irfan Gjinali, Muhamet Agolli, Gjon Sabati, Adem Karapici, Isuf Dashi, Hysen Kusi, Hilmi Kosova, Mark Gurashi, Halim Begeja, Emil Hajnali, Llazar Miha en Selman Stermasi. Trainer-coach: Selman Stermasi.
- 1932 — SK Tirana

Abdullah Shehri, Bexhet Jolldashi, Muhamet Agolli, Vasil Kajani, Rifat Jolldashi, Hyse Kusi, Adem Karapici, Hasan Maluci, Halim Begeja, Selman Stermasi, Emil Hajnali, Isuf Dashi, Haki Korca, Hajri Jegeni en Gjon Sabati. Trainer-coach: Selman Stermasi.
- 1933 — Skënderbeu Korçë

Klani Marjani, Kristaq Bimbli, Andrea Cani, Andon Miti, Lefter Petra, Fori Stassa, Nexhat Dishnica, Tomor Ypi, Thoma Vangjeli, Servet Tefik Agaj, Enver Kulla, Vasil Trebicka, Stavri Kondili en Aristotel Samsuri. Trainer-coach: Qemal Omari.
- 1934 — SK Tirana

Rudolf Gurashi, Sabit Coku, Foto Janku, Hasan Maluci, Ludovik Jakova, Hamit Keci, Adem Karapici, Selman Stermasi, Riza Lushta, Maliq Petrela, Halim Begeja, Haki Korca, Luci Stamati en Mark Gurashi. Trainer-coach: Selman Stermasi.
- 1936 — SK Tirana

Rudolf Gurahi, Qamil Zebishti, Asti Hobdari, Foto Janku, Sabit Coku, Ramazan Hima, Hysen Kusi, Adem Karapici, Ludovik Jakova, Luci Stamati, Myslym Alla, Hot Mirdita, Riza Lushta, Maliq Petrela, Emil Hajnali, Mark Gurashi en Skender Gjinali. Trainer-coach: Selman Stermasi.
- 1937 — SK Tirana

Rudolf Grashi, Qamil Zebishti, Prokop Skuka, Foto Janku, Sllave Llambi, Adem Karapici, Mico Plluska, Ludovik Jakova, Hasan Balla, Hot Mirdita, Riza Lushta, Mark Gurashi, Emil Hajnali, Ramiz Kashariqi, Maliq Petrela, Zyber Lisi en Myslym Alla. Trainer-coach: Selman Stermasi.
- 1945 — Vllaznia Shkodër

Dode Tahiri, Shaban Abdija, Muhamet Dibra, Muc Koxhja, Prenge Gjeloshi, Beqir Osmani, Latif Alibali, Bimo Fakja, Mustafa Nehani, Met Vasija, Adem Smajli, Ernest Halepiani, Loro Borici, Xhelal Juka en Zyhdi Barbullushi. Trainer-coach: Ibrahim Dizdari.
- 1946 — Vllaznia Shkodër

Dode Tahiri, Muhamet Rexhepi, Beqir Osmani, Muhamet Dibra, Muc Koxhja, Prenge Gjeloshi, Bimo Fakja, Muhamet Ademi, Latif Alibali, Ernest Halepiani, Xhevdet Shaqiri, Met Vasija, Pal Mirashi, Adem Smajli, Isuf Coba en Zyhdi Barbullushi. Trainer-coach: Ernest Halepiani.
- 1947 — Partizani Tirana

Abdulla Stermasi, Ramazan Njala, Besim Fagu, Medo Cuciqi, Sulejman Vathi, Xhavit Demneri, Hivzi Sakiqi, Isuf Pelingu, Tafil Baci, Lutfi Hoxha, Osman Pengili, Hamdi Tafmizi, Zihni Gjinali, Zef Gavoci, Eqrem Dauti, Zyber Lisi, Hamdi Bakalli en Alush Merhori. Trainer-coach: Sllave Llambi.
- 1948 — Partizani Tirana

Alfred Bonati, Muhaet Dibra, Xhevdet Shaqiri, Rexhep Lacej, Sllave Llambi, Hivzi Sakiqi, Besim Fagu, Bimo Fakja, Zyber Lisi, Aristidh Parapani, Zihni Gjinali, Vasif Bicaku, Hamdi Bakalli en Alush Merhori. Trainer-coach: Sllave Llambi.
- 1949 — Partizani Tirana

Alfred Bonati, Besim Fagu, RexhepLacej, Xhevdet Shaqiri, Shefki Keci, Hivzi Sakiqi, Sllave Llambi, Bajram Kurani, Sami Emiri, Aristidh Parapani, Alush Merhori, Loro Borici, Zihni Gjinali, Vasif Bicaku en Kosta Koca. Trainer-coach: Sllave Llambi.
- 1950 — Dinamo Tirana

Qemal Vogli, Xhevdet Shaqiri, Besim Borici, Koci Sherko, Taq Murati, Sabri Peqini, Bahri Kavaja, Hamdi Bakalli, Pal Mirashi, Skender Jareci, Zihni Gjinali, Sulejman Vathi, Qamil Teliti, Qemal Cungu, Leonidha Dashi, Muhamet Vila, Skender Begeja, Hamdi Tafmizi, Grigor Sheshi, Latif Thermia en Kostandin Xhani. Trainer-coach: Zihni Gjinali.
- 1951 — Dinamo Tirana

Xhevdet Shaqiri, Zihni Gjinali, Muhamet Vila, Hamdi Bakalli, Sabri Peqini, Besim Borici, Qemal Cungu, Leonidha Dashi, Skender Begeja, Koci Sherko, Taq Murati, Qamil Teliti, Pal Mirashi, Hamdi Tafmizi, Grigor Sheshi, Met Metani, Kostandin Xhani, Skender Jareci, Qemal Vogli en Kol Engjelli. Trainer-coach: Zihni Gjinali.
- 1952 — Dinamo Tirana

Zihni Gjinali, Hamdi Bakalli, Xhevdet Shaqiri, Muhamet Vila, Skender Jareci, Sabri Peqini, Skender Begeja, Leonidha Dashi, Besim Borici, Qemal Cungu, Koci Sherko, Taq Murati, Qamil Teliti, Pal Mirashi, Hamdi Tafmizi, Grigor Sheshi, Hysen Verria en Kostandin Xhani. Trainer-coach: Zihni Gjinali.
- 1953 — Dinamo Tirana

Hysen Verria, Hamdi Bakalli, Besim Borici, Qemal Cungu, Leonidha Dashi, Xhevdet Shaqiri, Muhamet Vila, Sabri Peqini, Zihni Gjinali, Skender Jareci, Skender Begeja, Koci Sherko, Taq Murati, Qamil Teliti, Pal Mirashi, Hamdi Tafmizi, Grigor Sheshi, Dhimitraq Gjyli, Shyqyri Rreli, Suat Hamzi, Mile Qoshja en Thimo Thimio. Trainer-coach: Zihni Gjinali.
- 1954 — Partizani Tirana

Loro Borici, Besim Fagu, Rexhep Spahiu, Refik Resmja, Aristidh Parapani, Simon Deda, Sulejman Maliqati, Rexhep Lacej, Gani Merja, Roza Haxhiu, Fatbardh Deliallisi, Fadil Vogli, Simon Deda en Haxhi Arbana. Trainer-coach: Myslym Alla.
- 1955 — Dinamo Tirana

Qemal Vogli, Leonidha Dashi, Shyqri Rreli, Besim Borici, Muhamet Vila, Xhevdet Shaqiri, Skender Jareci, Stavri Lubonja, Hamdi Bakalli, Skender Begeja, Esat Beliu, Qamil Alluni, Grigor Sheshi, Hysen Verria, Dhimitraq Gjyli en Zihni Gjinali. Trainer-coach: Zihni Gjinali.
- 1956 — Dinamo Tirana

Xhevdet Shaqiri, Muhamet Vila, Zihni Ginali, Skender Jareci, Skender Begeja, Leonidha Dashi, Shyqyri Rreli, Qamil Alluni, Stavri Lubonja, Grigor Sheshi, Hysen Verria, Eqerem Tallushi, Haxhi Pellumbi, Esat Beliu, Abdulla Duma, Dhimiter Gjyli, Qemal Vogli en Hasan Behushi. Trainer-coach: Zihni Gjinali.
- 1957 — Partizani Tirana

Sulejman Maliqati, Fatbardh Deliallisi, Besim Fagu, Mico Papadhopulli, Tafil Baci, Gani Merja, Kolec Kraja, Mico Ndini, Roza Haxhiu, Refik Resmja, Simon Deda, Lin Shllaku, Nexhmedin Caushi, Shefqet Topi, Muharrem Karranxha, Nuri Bylyku, Fadil Vogli, Robert Jashari. Trainer-coach: Rexhep Spahiu.
- 1958 — Partizani Tirana

Sulejman Maliqati, Mico Papadhopulli, Besim Fagu, Fatbardh Deliallisi, Mico Ndini, Gani Merja, Nexhmedin Caushi, Roza Haxhiu, Refik Resmja, Kolec Kraja, Simon Deda, V File, Fadil Vogli, Nikolle Bespalla, Robert Jashari, Lin Shllaku, Tomorr Shehu. Trainer-coach: Rexhep Spahiu.
- 1959 — Partizani Tirana

Sulejman Maliqati, Fatbardh Deliallisi, Besim Fagu, Mico Papadhopulli, Mico Ndini, Gani Merja, Kolec Kraja, Robet Jashari, Lin Shllaku, Refik Resmja, Tomorr Shehu, Iljaz Dingu, Nexhmedin Caushi, Roza Haxhiu, Simon Deda, Anastas Mitrushi, Pavllo Bukoviku, Nikolle Bespalla, Sotir Seferaj, Z Kercini, Z Shehu, Sefedin Braho. Trainer-coach: Rexhep Spahiu.
- 1960 — Dinamo Tirana

Skender Jareci, Dhimiter Qoshja, Skender Halili, Selim Gjoci, Qamil Alluni, Hysen Verria, Avdulla Duma, Eqerem Tallushi, Mehdi Bushati, Stavri Lubonja, Thoma Duro, Shyqyri Rreli, Esat Beliu, Lorenc Vorfi, Teodor Gjikuria, Nexhmedin Caushi, Muhamet Vila, Alfred Ruco, Mile Qoshja, Nikolle Bespalla, Namik Jareci, Eqerem Caslli. Trainer-coach: Zyber Konci.
- 1961 — Partizani Tirana

Sulejman Maliqati, Robert Jashari, Kolec Kraja, Lin Shllaku, Tomorr Shehu, Gani Merja, Mico Ndini, Iljaz Dingu, Simon Deda, Pavllo Bukoviku, Panajot Pano, Osman Mema, Mico Papadhopulli, Refik Resmja, Sotir Seferaj, Jonuz Teli, Fatbardh Deliallisi. Trainer-coach: Rexhep Spahiu.
- 1963 — Partizani Tirana

Sulejman Maliqati, Mikel Janku, Fatbardh Deliallisi, Famir Frasheri, Mico Papadhopulli, Mico Ndini, Kolec Kraja, Panajot Pano, Refik Resmja, Robert Jashari, Iljaz Dingu, Osman Mema, Tomorr Shehu, Vaso Konomi, Gani Merja, Pavllo Bukoviku, Qamil Alluni, Lin Shllaku, Luigj Bytyci en Kristaq Gogoni. Trainer-coach: Loro Borici.
- 1964 — Partizani Tirana

Sulejman Maliqati, Mikel Janku, Fatbardh Deliallisi, Mico Papadhopulli, Fatmir Frasheri, Teodor Vaso, Osman Mema, Iljaz Dingu, Lin Shllaku, Kolec Kraja, Tomorr Shehu, Mexhit Haxhiu, Panajot Pano, Mico Ndini, Refik Resmja, Robert Jashari, Gani Merja, Pavllo Bukoviku, Qamil Halluni, Foto Andoni, Petraq Sinjari en Andon Zaho. Trainer-coach: Loro Borici.
- 1965 — 17 Nëntori Tirana

Nuri Bylyku, Rexhep Bathorja, Luigj Bytyci, Skender Halili, Gezim Kasmi, Fatmir Frasheri, Niko Xhacka, Skender Hya, Pavllo Bukoviku, Bahri Ishka, Ali Mema, Bujar Tafaj, Ilir Elini, Gezim Saraci, Osman Mema, Vaso Konomi, Tomorr Gjoka en Aurel Verria. Trainer-coach: Myslym Alla.
- 1966 — 17 Nëntori Tirana

Josif Kazanxhi, Bahri Ishka, Ilir Elini, Bujar Tafaj, Fatmir Frasheri, Skender Halili, Gezim Kasmi, Nuri Bylyku, Ali Mema, Luigj Bytyci, Niko Xhacka, Tomorr Gjoka, Pavllo Bukoviku, Rexhep Bathorja, Skender Hyka, Gezim Saraci, Osman Mema, Vaso Konomi en Aurel Verria. Trainer-coach: Myslym Alla.
- 1967 — Dinamo Tirana

Jani Rama, Andrea Bardhoshi, Frederik Gjinali, Mikail Stamo, Naim Hushi, Lorenc Vorfi, Iljaz Ceco, Taip Cutra, Medin Zhega, Saimir Dauti, Janaq Saraci, Clirim Hysi, Foto Stamo, Gani Xhafa, Xhevahir Taushani, Ibrahim Kodra, Durim Shehu, Namik Jareci, Ivan Loli, Bujar Hyka, Durim Bako, Koco Dinella, Bulku Popa, Shpetim Hoxha, Edmond Dilaveri, Mehdi Bushati en Faruk Sejdini. Trainer-coach: Skender Jareci.
- 1968 — 17 Nëntori Tirana

Bujar Tafaj, Shpetim Habibi, Fatmir Frasheri, Perikli Dhales, Osman Mema, Ali Mema, Luigj Bytyci, Niko Xhacka, Pavllo Bukoviku, Josif Kazanxhi, Skender Hyka, Bahri Ishka, Petraq Ikonomi, Arben Cela, Petrit Nurishmi, Tomorr Gjoka en Gezim Kasmi. Trainer-coach: Myslym Alla.
- 1970 — 17 Nëntori Tirana

Bujar Tafaj, Bahri Ishka, Perikli Dhales, Pavllo Bukoviku, Josif Kazanxhi, Ali Mema, Petrit Nurishmi, Petraq Ikonomi, Gezim Kasmi, Arben Cela, Skender Hyka, Fatmir Frasheri, Niko Xhacka, Durim Hatibi, Luigj Bytyci, Osman Mema, Lulzim Shala en Tomorr Gjoka. Trainer-coach: Myslym Alla.
- 1971 — Partizani Tirana

Safet Berisha, Astrit Ziu, Lin Shllaku, Panajot Pano, Sabah Bizi, Agim Janku, Suvorov Seferi, Pellumb Shaqiri, Gjergji Thaka, Bujar Cani, Dhori Kalluci, Bashkim Muhedini, Sokol Gjeci, Uran Xhafa, Kujtim Dalipi, Sefedin Braho, Vladimir Balluku, Shandro, Fatbardh Keno, Mithat Shehu, Sotir Seferaj en Neptun Bajko. Trainer-coach: Loro Borici.
- 1972 — Vllaznia Shkodër

Rauf Canga, Zyhdi Basha, Hajrulla Lekaj, Suat Duraj, Paulin Ndoja, Ramazan Rragami, Menduh Dedja, Myzafer Mani, Viktor Plumbini, Esat Rakiqi, Cesk Ndoja, Medin Zhega, Sabah Bizi, Lek Kocobashi, Ismet Hoxha, Myzafer Qeraj, Millan Vaso, Selami Dani en Halil Puka. Trainer-coach: Xhevdet Shaqiri.
- 1973 — Dinamo Tirana

Frederik Gjinali, Rifat Ibershimi, Faruk Sejdini, Gani Xhafa, Iljaz Ceco, Ilir Pernaska, Jani Rama, Clirim Hysi, Ibrahim Kodra, Mehmet Xhafa, Torez Ciraku, Ahmet Ahmedani, Shpetim Hoxha, Enver Hafizi, Miluka, Skender Guzja, Kujtim Cocoli, Taip Cutra, Haxhi Mergjyshi, Hamit Dhrima, Agron Shapllo. Trainer-coach: Skender Jareci.
- 1974 — Vllaznia Shkodër

Paulin Ndoja, Zyhdi Basha, Hajrulla Lekaj, Suat Duraj, Menduh Dedja, Cesk Ndoja, Ramazan Rragami, Sabah Bizi, Esat Rakiqi, Ismet Hoxha, Halil Puka, Rauf Canga, Myzafer Mani, Viktor Plumbini, Medin Zhega, Lek Kocobashi, Millan Vaso, Myzafer Qeraj, Selami Dani. Trainer-coach: Xhevdet Shaqiri.
- 1975 — Dinamo Tirana

Iljaz Ceco, Shyqyri Ballgjini, Ahmet Ahmedani, Ilir Pernaska, Rifat Ibershimi, Jani Rama, Xhorxhi Puka, Faruk Sejdini, Ibrahim Kodra, Torez Ciraku, Kujtim Cocoli, Vasillaq Zeri, Gani Xhafa, Haxhi Mergjyshi, Frederik Gjinali, Petrit Gjoni, Muhedin Targaj, Enver Hafizi, Shaban Zenuni. Trainer-coach: Sabri Peqini.
- 1976 — Dinamo Tirana

Medin Zhega, Iljaz Ceco, Jani Rama,Haxhi Mergjyshi, Muhedin Targaj, Faruk Sejdini, Rifat Ibershimi, Ibrahim Kodra, Torez Ciraku, Gani Xhafa, Ilir Pernaska, Vasillaq Zeri, Shyqyri Ballgjini, Luan Zenuni, Xhorxhi Puka, Petrit Gjoni, Fatos Petani, Ahmet Ahmedani. Trainer-coach: Durim Shehu.
- 1977 — Dinamo Tirana

Jani Rama, Vasillaq Zeri, Ilir Pernaska, Shyqyri Ballgjini, Muhedin Targaj, Andrea Marko, Aleko Bregu, Xhorxhi Puka, Torez Ciraku, Iljaz Ceco, Haxhi Mergjyshi, Faruk Sejdini, Kujtim Cocoli, Rifat Ibershimi, Gani Xhafa, Gj Gjini, Ibrahim Kodra, Riza Hicka, Shaban Zenuni en Ahmet Ahmedani. Trainer-coach: Durim Shehu.
- 1978 — Vllaznia Shkodër

Medin Zhega, Astrit Hafizi, Sabah Bizi, Fatmir Pacrami, Isa Sukaj, Enver Hafizi, Lutfi Basha, Genci Boshnjaku, Millan Vaso, Ferid Borshi, Fatmir Axhani, Luan Vukatana, Sele Gruda, Seit Canga en Suat Duraj. Trainer-coach: Xhevdet Shaqiri.
- 1979 — Partizani Tirana

Safet Berisha, Perlat Musta, Artur Lekbello, Kastriot Hysi, Valter Mece, Alqi Gjini, Ferid Rragami, Agim Janku, Aleko Londo, Ilir Lame, Hasan Lika, Arian Ahmetaj, Agim Murati, Feim Breca, Sulejman Starova, Bujar Hado, Sokol Prifti, Muharrem Karriqi, Musa Fagu, Ilir Bushati. Trainer-coach: Bejkush Birce.
- 1980 — Dinamo Tirana

Shyqyri Ballgjini, Ilir Luarasi, Kujtim Cocoli, Andrea Marko, Robert Kamberi, Muhedin Targaj, Rifat Ibershimi, Abedin Jahjai, Aleko Bregu, Gj Bejo, Halit Gega, Bashkim Delia, Agron Dautaj, Ilir Pernaska, Artur Cobani, Durim Kuqi, Vasillaq Zeri, Mehdi Bushati, Artur Nika, Naum Kove, Struga, Maksim Ndroqi, Pjerin Noga. Trainer-coach: Stavri Lubonja.
- 1981 — Partizani Tirana

Safet Berisha, Perlat Musta, Kastriot Hysi, Arjan Ahmetaj, Sulejman Starova, Bujar Hado, Ilir Lame, Feim Breca, Haxhi Ballgjini, Musa Fagu, Genc Tomori, Kristaq Eksarko, Agim Murati, Hasan Lika, Alqi Gjini, Valter Mece, Gezim Mance, Ferid Rragami, Kristaq Ciko. Trainer-coach: Bejkush Birce.
- 1982 — 17 Nëntori Tirana

Shkelqim Muca, Bujar Muca, Gjergj Dinella, Besnik Armadhi, Ilir Metani, Arben Vila, Luan Sengla, Bujar Vladi, Arjan Bimo, Bedri Omuri, Adnan Demneri, Antonin Naci, Millan Baci, Agustin Kola, Leonard Liti en Sulejman Mema. Trainer-coach: Enver Shehu.
- 1983 — Vllaznia Shkodër

Ferid Rragami, Faslli Fakja, Artan Pali, Fatbardh Jera, Hysen Dedja, Azis Gruda, Luan Vukatana, Hysen Zmijani, Viktor Briza, Fatmir Pacrami, Genc Boshnjaku, Ferid Borshi, Isa Sukaj, Astrit Hafizi, Gjergj Kushe, Ardian Bushati en Seit Canga. Trainer-coach: Ramazan Rragami.
- 1984 — Labinoti Elbasan

Zamir Arapi, Luan Deliu, Shkelqim Asllani, Bujar Gogunja, Edmond Mustafaraj, Ferdinand Lleshi, Roland Agalliu, Vladimir Tafani, Dashamir Luniku, Ardian Popa, Kostandin Rama, Albert Kaloti, Bashkim Staceni, Zyber Bega, Jovan Shegani, Kastriot Vrapi, Muharrem Dosti, Sokol Branica, Sokol Gjuraj en Stavri Mitrollari. Trainer-coach: Frederik Jorgaqi.
- 1985 — 17 Nëntori Tirana

Mirel Josa, Arben Minga, Millan Baci, Sulejman Mema, Astrit Ramadani, Anesti Stoja, Halim Mersini, Agustin Kola, Petrit Roga, Skender Hodja, Artur Lekbello, Bedri Omuri, Shkelqim Muca, Arjan Bimo, Leonard Liti en Artan Bylyku. Trainer-coach: Enver Shehu.
- 1986 — Dinamo Tirana

Muhedin Targaj, Genc Ibro, Eduart Abazi, Pjerin Noga, Luan Zenuni, Agim Canaj, Naum Kove, Arben Ndreu, Ilir Bozhiqi, Ilir Luarasi, Arjan Stafa, Ardian Jance, Arben Vila, A Goxhaj, Arben Duka, Vangjush Thimio, Durim Kuqi en Sulejman Demollari. Trainer-coach: Fatmir Frasheri.
- 1987 — Partizani Tirana

Perlat Musta, Arjan Hametaj, Adnan Ocelli, Besnik Bilali, Skender Gega, Astrit Ramadani, Niko Frasheri, Ledio Pano, Ylli Shehu, Ilir Lame, Genc Tomori, Roland Agalliu, Lefter Millo, Edmond Alite, Alfons Muca, Eduart Kacaci, Fatmir Hasanpapa, Shkelqim Fana, Eqerem Memushi, Lorenc Leskaj, Sokol Kushta, S Balla en Izmir Ndreu. Trainer: Neptun Bajko.
- 1988 — 17 Nëntori Tirana

Halim Mersini, Bujar Sharra, Fatos Daja, Skender Hodja, Artur Lekbello, Krenar Alimehmeti, Fatjon Kepi, Ardian Ruci, Bedri Omuri, Mirel Josa, Anesti Stoja, Shkelqim Muca, Arben Minga, Astrit Ramadani, Artan Sako, Florian Riza, Agustin Kola, Sinan Bardhi, Leonard Liti, Albert Fortuzi, Fatbardh Ismali en David Papadhopulli. Trainer-coach: Shyqyri Rreli.
- 1989 — 17 Nëntori Tirana

Halim Mersini, Bujar Sharra, Astrit Ramadani, Skender Hodja, Artur Lekbello, Krenar Alimehmeti, Sinan Bardhi, Leonard Liti, Bedri Omuri, Mirel Josa, Anesti Stoja, Shkelqim Muca, Arben Minga, Agustin Kola, Florian Riza, Artan Sako, Fatos Daja, Ardian Ruci, Fatbardh Ismaili, Fatjon Kepi, Shkelqim Lekbello, Renis Hyka, Artan Luzi en Ardian Mema. Trainer-coach: Shyqyri Rreli.
- 1990 — Dinamo Tirana

Foto Strakosha, Naun Kove, Ermal Tahiri, Genc Ibro, Pjerin Noga, Ilir Silo, Ilir Bozhiqi, Rudi Vata, Eduart Abazi, Ardian Jance, Arben Milori, Sulejman Demollari, Arian Stafa, Agim Canaj, Josif Gjergji, Agron Xhafa, Viktor Briza, Alfred Ferko, Ardian Jance, Ilir Sula, Ilir Daja. Trainer-coach: Bejkush Birce.
- 1991 — Flamurtari Vlorë

Viron Daullja, Elidon Lameborshi, Alfred Zijai, Sokol Kushta, Agim Bubeqi, Gjergji Dema, Erion Mehilli, Gezim Muka, Roland Iljadhi, Luan Birce, Eqerem Memushi, Rrapo Taho, Viktor Daullja, Latif Gjondeda, Anesti Arapi, Kreshnik Cipi, Bashkim Shaqiri, Ardian Ciruna, Edmond Lutaj, Anesti Vito, Tajar Arapi, Roland Muka, Vasillaq Ziu, Dritan Sadedini en Viktor Paco, Gramoz Murati. Trainer-coach: Edmond Licaj.
- 1992 — Vllaznia Shkodër

Avenir Dani, Dritan Nako, Hysen Dedja, Gjergj Filipi, Edmir Bilali, Alban Noga, Clirim Basha, Astrit Premci, Ardian Bushati, Bujar Gruda, Altin Halili, Vladimir Gjuzi, Brikeno Bizi, Azis Gruda, Ilir Keci, Agron Lika, Isak Pashaj, Arian Lacja, Ramiz Bisha, Zamir Shpuza, Gjergji Fishta, Sokol Shllaku, Ilir Ymeri, Blendi Hoxha, Edi Martini en Altin Cepelia. Trainer-coach: Astrit Hafizi.
- 1993 — Partizani Tirana

Klodian Papa, Shahin Berberi, Adnan Ocelli, Afrim Myftari, Ilir Shulku, Artan Bano, Alfons Muca, Sokol Meta, Altin Satka, Ardian Zhenga, Alban Tafaj, Andon Nikolla, Fabian Ziu, Edmond Dosti, Nikolin Coclli, Dritan Hoxha, Gert Jashari, Erjon Kasmi, Amarildo Zela, Denis Ndoci, Ardian Zhupa, Avenir Dani, Marko Pelinxhi, Ylli Shehu, Gent Lici, Ardian Aliaj en Edvin Kumaj. Trainer-coach: Sulejman Starova.
- 1994 — Teuta Durrës

Kujtim Shtama, Xhevahir Kapllani, Ardian Abazi, Eugen Xhakoni, Shpetim Kapidani, Anesti Qendro, Ardian Dashi, Mikel Furrxhi, Bajram Fraholli, Alvaro Zalla, Ilir Alliu, Alban Mehmeti, Ardian Bushi, Elton Koca, Artan Vila, Dashamir Disha, Enkelejd Dobi, Marenglen Xhai, Fatos Kuci, Ilir Bushi, Gentjan Begeja, Gazmend Canaku en Elvis Kalaja. Trainer-coach: Haxhi Ballgjini.
- 1995 — SK Tirana

Auron Miloti, Indrit Fortuzi, Erion Kasmi, Thoma Kokuri, Saimir Malko, Alpin Gallo, Nevil Dede, Afrim Tole, Anesti Stoja, Ardian Mema, Dritan Baholli, Artan Kukli, Edmond Sula, Sokol Prenga, Amarildo Zela, Klorend Fejzolli, Arben Minga, Agustin Kola, Endi Hyka, Frenkli Dhales, Blendi Nallbani, Eldorado Merkoci, Lulian Mulleti. Trainer-coach: Shkelqim Muca.
- 1996 — SK Tirana

Auron Miloti, Nordik Ruhi, Saimir Malko, Alpin Gallo, Arben Minga, Krenar Alimehmeti, Ardian Mema, Artan Kukli, Blendi Nallbani, Eriton Kasmi, Florian Riza, Sokol Bulku, Eldorado Merkoci, Nevil Dede, Edmond Sula, Endi Hyka, Nikolin Coclli, Alban Bushi, Elvin Cassli, Indrit Fortuzi, Devis Ismaili, Agustin Kola, Skender Mergjyshi, Lulian Mulleti, Taulant Stermasi. Trainer-coach: Sulejman Mema.
- 1997 — SK Tirana

Auron Miloti, Blendi Nallbani, Lulzim Hushi, Alpin Gallo, Nevil Dede, Krenar Alimehmeti, Ardian Mema, Artan Kukli, Alvaro Zalla, Florian Riza, Nikolin Coclli, Eldorado Merkoci, Agustin Kola, Sokol Bulku, Indrit Fortuzi, Devis Ismaili, Sparti Domi, Taulant Stermasi, Nordik Ruhi, Rigels Kapllani, Eriton Kasmi, Alban Bushi, Elton Shaba, Elvis Sina. Trainer-coach: Enver Shehu.
- 1998 — Vllaznia Shkodër

Armir Grima, Ermal Devishi, Pjerin Martini, Alban Noga, Ilir Dibra, Luan Zmijani, Ilir Ymeri, Suat Lici, Safet Osja, Kreshnik Osmani, Gjergj Shllaku, Altin Xhahysa, Astrit Premci, Armando Cungu, Edi Kraja, Alban Volumi, Luan Jahja, Vioresin Sinani, Elvin Beqiri, Shpetim Gruda, Blendi Hoxha, Brikeno Bizi, Aldiron Mustafa. Trainer-coach: Hysen Dedja.
- 1999 — SK Tirana

Ardian Mema, Nikolin Coclli, Klodian Duro, Saimir Malko, Devi Muka, Alket Zeqo, Alpin Gallo, Blendi Nallbani, Krenar Alimehmeti, Alban Tafaj, Eldorado Merkoci, Sokol Prenga, Nevil Dede, Rezart Dabulla, Elvis Sina, Sokol Ishka, Ervin Bulku, Sokol Bulu, Isli Hidi, Taulant Stermasi, Oltion Osmani, Marian Liti, Agron Xhafa, Saimir Iljazi, Ervin Karaj, Rezart Karaj, Nordik Ruhi en Devis Ismaili. Trainer-coach: Sulejman Mema.
- 2000 — SK Tirana

Blendi Nallbani, Elvis Sina, Rezart Dabulla, Nevil Dede, Krenar Alimehmeti, Alban Tafaj, Ervin Bulku, Enkli Memishi, Zoltan Kenesei, Johan Driza, Anesti Vito, Peter Sutori, Erion Rizvanolli, Florian Riza, Isli Hidi, Sokol Bulku, Alpin Gallo, Sokol Ishka, Julian Kapaj, Gentian Lici, Ardian Mema, Sokol Prenga, Nordik Ruhi, Fatjon Ymeri, Laszlo Vukovics en Matyas Lazar. Trainer-coach: Shkelqim Muca.
- 2001 — Vllaznia Shkodër

Milos Krstaic, Safet Osja, Elvin Beqiri, Oltion Osmani, Luan Zmijani, Asim Djokovic, Valento Camaj, Klodian Duro, Saimir Patushi, Amarildo Belisha, Dorian Bylykbashi, Vioresin Sinani, Suat Lici, Edi Martini, Uliks Kotrri, Albert Kaci, Luan Jahja, Edmond Doci, Gasper Ndoja, Admir Teli, Kreshnik Osmani, Elvis Plori, Arjon Mustafa, Sasha Marash, Alban Hasan, Alban Neziri en Serdjan Radonjic. Trainer-coach: Dervish Hadziosmanovic.
- 2002 — Dinamo Tirana

Elion Lika, Arjan Pisha, Luan Pinari, Alpin Gallo, Julian Ahmataj, Paulin Dhembi, Redi Jupi, Klodian Asllani, Serhij Romanishin, Fjodor Xhafa, Daniel Xhafa, Ilir Qorri, Egert Bakalli, Rigers Qosa, Ligor Tiko, Albert Duro, Alket Alikaj, Johan Driza, Taulant Cercizi en Madrid Muzhaj. Trainer-coach: Faruk Sejdini.
- 2003 — SK Tirana

Emmanuel Ndubuisi Egbo, Isli Hidi, Glend Tafaj, Alban Tafaj, Nevil Dede, Elvis Sina, Rezart Dabulla, Gentian Hajdari, Rudi Vata, Jan Veenhof, Suad Lici, Ansi Agolli, Florian Manastirliu, Sajmir Patushi, Fjodor Xhafa, Ardian Mema, Ervin Bulku, Sokol Bulku, Erald Begolli, Redi Jupi, Daniele Zaccanti, Devi Muka, Arian Veraj, Sokol Prenga, Indrit Fortuzi, Eldorado Merkoci en Mahir Halili. Trainer-coach: Fatmir Frasheri.
- 2004 — SK Tirana

Emmanuel Egbo, Isli Hidi, Gentian Tafaj, Alban Tafaj, Nevil Dede, Elvis Sina, Rezart Dabulla, Gentian Hajdari, Luan Pinari, Alban Muca, Suad Lici, Ansi Agolli, Saimir Patushi, Sokol Bulku, Devi Muka, Indrit Fortuzi, Mahir Halili, Eldorado Merkoci en Fjodor Xhafa. Trainer-coach: Mirel Josa.

## Scheidsrechters
Bijgaand een overzicht van Albanese scheidsrechters die niet alleen actief zijn of waren in de Kategoria Superiore, maar daarnaast ook internationale wedstrijden leiden of hebben geleid.
- Faik Bajrami
- Astrit Canaj
- Shefqet Caslli
- Qazim Dervishi
- Aristidh Dode
- Mihal Petraq Doko
- Xhavit Fagu
- Jorgji Godari
- Shahzivar Gruda
- Besim Hamdiu
- Arseni Hoxha
- Hysen Hysenaj
- Albano Janku

- Sokol Jareci
- Lorenc Jemini
- Enea Jorgji
- Besnik Kaimi
- Tahir Kalaci
- Yevi Kollari
- Lulzim Konci
- Plarent Kotherja
- Sami Kotherja
- Ramazan Kuka
- Agim Lika
- Llazar Mima
- Mehmet Myshku

- Tomson Neviri
- Agim Nikshiqi
- Aristidh Papadhopuli
- Bardhyl Pashaj
- Haxhi Pellumbi
- Bujar Pregja
- Ramiz Pregja
- Dhori Prifti
- Fidai Pupa
- Besim Selimi
- Luigj Shala
- Eqrem Stërmasi
- Luan Zylfo

Bylis ·
Dinamo City · 
Egnatia ·
Elbasani ·
Laçi · 
Partizan Tirana · 
Skënderbeu Korçë · 
Teuta Durrës · 
KF Tirana ·
Vllaznia
1930 · 1931 · 1932 · 1933 · 1934 · 1935 · 1936 · 1937 · 1938-44 · 1945 · 1946 · 1947 · 1948 · 1949 · 1950 · 1951 · 1952 · 1953 · 1954 · 1955 · 1956 · 1957 · 1958 · 1959 · 1960 · 1961 · 1962/63 · 1963/64 · 1964/65 · 1965/66 · 1966/67 · 1967/68 · 1968/69 · 1969/70 · 1970/71 · 1971/72 · 1972/73 · 1973/74 · 1974/75 · 1975/76 · 1976/77 · 1977/78 · 1978/79 · 1979/80 · 1980/81 · 1981/82 · 1982/83 · 1983/84 · 1984/85 · 1985/86 · 1986/87 · 1987/88 · 1988/89 · 1989/90 · 1990/91 · 1991/92 · 1992/93 · 1993/94 · 1994/95 · 1995/96 · 1996/97 · 1997/98 · 1998/99 · 1999/00 · 2000/01 · 2001/02 · 2002/03 · 2003/04 · 2004/05 · 2005/06 · 2006/07 · 2007/08 · 2008/09 · 2009/10 · 2010/11 · 2011/12 · 2012/13 · 2013/14 · 2014/15 · 2015/16 · 2016/17 · 2017/18 · 2018/19 · 2019/20 · 2020/21 · 2021/22 · 2022/23
Albanese voetbalbond · Albanees voetbalelftal (mannen) · Albanees voetbalelftal (vrouwen)
Mannen
Kategoria Superiore · Kategoria e Parë · Kategoria e Dytë · Kategoria e Tretë · Albanese amateurdivisies
Albanese voetbalbeker · Supercup
 Vrouwen
Kampionati Kombëtar i Futbollit për Femra